# 山西路桥
山西路桥是上海苏州河上的一座桥梁，连接山西北路和山西南路，现为人行桥。该桥历史可追溯到1889年兴建的木桥，1956年拆除，2006年在原址建设钢结构人行桥。:附图

## 木桥（1889年~1956年）
1887年4月7日，玛礼逊洋行向租界工部局董事会去信，愿意无偿让出今山西南路对岸长约900英尺（合约270余米）、宽30英尺（合约9.1米）的土地修建公共道路，前提是工部局修建一座跨苏州河的桥梁连接两条马路。桥梁建成后，成为苏州河南岸连接公共租界北部的通道之一。当时山西路苏州河一带开设很多浴室，被称为“盆汤弄”，桥梁也因此得名“盆汤弄桥”。

## 钢桥（2006年~）
到2006年，山西路桥上游已有福建路桥，下游河南路桥在建，二者距离不远且均可通行车辆，故山西路桥设计为人行桥。山西路桥采用变截面钢—混凝土叠合刚构桥，考虑到景观需要以54.5米跨度一跨过河，宽6.6米。该桥虽然为步行专用，但行人通过流量和在桥上停留的数量均是附近桥梁中最低的，主要原因是桥面过高，距离地面达4.5米，周边又无吸引行人的设施和景观。
2015年11月25日，逢苏州河高水位期间，巡查发现山西路桥附近地面冒水，经检查系山西路桥建设时，北岸桥台东侧与防汛墙的连接处未设止水带，形成漏水缝隙，防汛墙后的地面又低于苏州河水位，造成河水冒出。